# François Poulin de Francheville
Pour les articles homonymes, voir Poulin et Francheville.
François Poulin de Francheville, seigneur de Saint-Maurice (7 octobre 1692 – novembre 1733) était un marchand natif de Montréal auquel le roi de France a donné la permission d'exploiter le minerai de fer se trouvant sur sa seigneurie en 1730. Il fonde les Forges du Saint-Maurice à Trois-Rivières un peu avant sa mort.

## Commémoration
- La portion de l'autoroute 40 qui traverse la ville de Trois-Rivières fut désignée jusqu'en 1997 du nom de Autoroute de Francheville, jusqu'à l'adoption du nom Félix-Leclerc pour la totalité de l'autoroute 40.

- Une municipalité régionale de comté (MRC) a porté ce nom de 1982 à 2001.

- Une rue porte ce nom à Trois-Rivières et à Montréal.

- Une division de recensement porte ce nom en Mauricie.

- D'autres rues et lacs rappellent plutôt la mémoire de l'abbé Pierre de Francheville.